# D. W. Griffith
David Llewelyn Wark Griffith (LaGrange, Oldham megye, Kentucky, 1875. január 22. – Los Angeles, 1948. július 23.) amerikai filmrendező, forgatókönyvíró, színész és filmproducer.

## Élete
1907-ben New Yorkban kisebb szerepeket kapott Thomas Alva Edisonnál, később a Biograph színtársulatnál kapott szerződést. Amikor a vállalat állandó rendezője nyugdíjba vonult, Griffith lett az utódja. Első rendezői munkája 1908-ban a Dolly kalandjai című film volt, a cigányok által elrabolt kislány története. 1912 táján már több filmet hagyott maga után, kialakította saját egyéni technikáját, s számos tehetséget emelt ki az ismeretlenségből. Griffith 1909-1910 és a következő néhány év telét társulatával Los Angelesben töltötte és ott forgatta filmjeit. A Biograph példáját más vállalatok színtársulatai is követték. Ennek ellenére Hollywood megalapítása az Independent-társaság nevéhez fűződik.
Egy nemzet születése (1915) című filmje az amerikai polgárháború idején játszódik, forgatókönyvét Frank Wood és Griffith írta Thomas Dixon A Ku-Klux-Klan embere című műve alapján. A petersburgi csatán kívül megrendezték Lincoln meggyilkolását, a néger parlament üléseit. A film körül heves viták robbantak ki, ami csak a sikerét növelte. A petersburgi csata rendezése iskolapéldája a tömegjeleneteknek. A Türelmetlenség (1916) című filmje magas költségvetésű eposz volt. Rengeteg statisztát és színészt szerződtetett, egyes jelenetek óriási méretű díszleteket igényeltek. Az emberiség korszakait bemutató dráma négy részre oszlik: Babilon pusztulása, Krisztus szenvedése, a Szent-Bertalan éj, Az anya és a törvény. Kéthónapi vágási munka után a film három órás lett. Griffith élete során 532 filmet rendezett.
Griffith 1919-ben New York közelébe helyezte át életterét, miközben Mary Pickforddal, Douglas Fairbanksszel és Charlie Chaplinnel megalapította a United Artists filmstúdiót. Szigorú, de általános érvényű megítélés szerint Griffith a Türelmetlenség (1916) és az Út a boldogság felé (1920) című filmjei között – a Letört bimbók (1919) kivételével – mélyponton volt. Ebben nyilvánvalóan szerepet játszott a Türelmetlenség bukása miatt megromlott anyagi helyzete, de az is, hogy nem volt képes átállni a húszas években egyre jelentősebbé váló naturalista ábrázolásra, amely még a burleszkre is kihatott. Lényegében megmaradt a melodrámáknál, mert ezt tartotta sikeresnek a közönség körében.
Griffith a Paramount Pictureshez szerződött, a stúdió ki akarta használni magas fizetésű rendezőjét: a heti hatezer dollárért Griffith egyik filmből a másikba kényszerült bele úgy, hogy mások döntöttek a témáról, a szereposztásról, a költségvetésről. 1927-ben aztán – minden tőke nélkül – visszatért a United Artistshoz, melynek akkori produkciós vezetője, Joseph Schenck megígérte neki, hogy filmjeit Art Cinema Corporation nevű saját cégén keresztül finanszírozza, majd pedig a United Artists forgalmazza őket. Az ajánlatért cserébe több kikötést kért. Végül a visszatért rendezőnek éppen olyan rendszerben kellett dolgoznia, mint a Paramountnál. Schenck egyre kevésbé bízott Griffithben, akinek művészi ereje mind ritkábban mutatkozott meg. Bár nem fogyott ki az ötletekből. A Járdák hölgye (Lady of the Pavements, 1929) egyik hőséből például, egyszerre tizenhárom van a szobában, s ezek olvadnak eggyé (e trükk érdekében az éppen ilyesmire szerződtetett Ned Man harmincszor exponálta a negatívot). Ebben az időben már a hangosítással is próbálkoztak. Griffith első hangosfilmje az Abraham Lincoln (1930) lett, utolsó rendezése pedig A küzdelem (The Struggle, 1931) teljesen megbukott.
1939-ben még megvették csak a nevét egy filmhez, de a végeredmény láttán levétette magát a főcímről. Próbálkozott újra színdarabírással is, sőt megvette mások darabjainak színreviteli jogát, mivel azt tervezte, hogy színházi producer lesz a Broadway-n. De nem sikerült neki. Golfozott, lovagolt, majd egyre többet ivott, sőt a szerencsejátékkal is megpróbálkozott. Volt egy ranche Kaliforniában, s nem élt szegényesen: eladta United Artists részvényeit, s a szakmán kívül is volt hasznos befektetése, meg kapott némi pénzt filmjei felújításai, illetve forgatókönyvei átdolgozásai alkalmával is. Griffith, aki 1911-ben vált el, 1936-ban feleségül vett egy fiatal színésznőt, Evelyn Baldwint, de ez a házassága sem bizonyult tartósnak. 1940-ben a Modern Művészetek Múzeuma New Yorkban még retrospektívet rendezett műveiből. Ezután minden kapcsolatot megszakítva, egyedül élt Hollywoodban. Hetvenhárom évesen magányosan halt meg, agyvérzésben.

## Válogatott filmográfia
- Árvák a viharban, Orphans of the Storm (1921)
- Út a boldogság felé, Way Down East (1920)
- Letört bimbók, Broken Blossoms or The Yellow Man and the Girl (1919)
- Egy nemzet születése, The Birth of a Nation (1915)
- Türelmetlenség, Intolerance (1916)